# جمعیت هلال احمر آذربایجان
جمعیت هلال احمر آذربایجان (به ترکی آذربایجانی: Azərbaycan Qızıl Aypara Cəmiyyəti) (به انگلیسی: Azerbaijan Red Crescent Society) در سال۱۹۲۰ تأسیس گردید. دفتر مرکزی این سازمان در باکو، پایتخت جمهوری آذربایجان واقع شده است.